# Piotrówek Drugi
Piotrówek Drugi – kolonia w Polsce położona w województwie lubelskim, w powiecie łęczyńskim, w gminie Łęczna.
W latach 1975–1998 miejscowość administracyjnie należała do ówczesnego województwa lubelskiego.
Miejscowość stanowi sołectwo gminy Łęczna. Według Narodowego Spisu Powszechnego z roku 2011 kolonia liczyła 90 mieszkańców.